# Tom Porteous
Tom Porteous, właśc. Thomas Stoddart Porteous (ur. 21 września 1865 w Newcastle upon Tyne, zm. 23 lutego 1919 w Blackpool) – angielski piłkarz występujący na pozycji obrońcy.
W barwach Sunderlandu rozegrał 79 spotkań w Division One. Zadebiutował w tych rozgrywkach 13 września 1890 w przegranym 2:3 meczu z Burnley.
Wraz z Sunderlandem dwukrotnie zdobył mistrzostwo Anglii (1892, 1893).
Wystąpił jeden raz w reprezentacji Anglii, 7 marca 1891 w wygranym 4:1 meczu British Home Championship przeciwko Walii.